# 协和国民型华文中学
协和国民型华文中学（简称协和华中）是马来西亚槟城州东北县乔治市约路的一所国民型华文中学，同时也是全女子中学，于1939年成立。

## 校史
协和中学起源于1928年的"协和幼稚园"，该园由一群热心教育的教会人士，以油较路的美以美教会为校舍设立。首任校长为林素莲女士，同年第一届董事会相继成立并由吴源和先生担任主席。

1935年董事部鉴于学生人数不断地增加，便把校舍迁至一所位于惹兰亚珍的洋楼，并易名为"协和学校"。

1936年，学校增设幼稚园师范班，董事部也决定筹款以兴建校舍，位于车水路的新校舍于1938年建竣。

1939年，幼稚园师范班改制为初级中学。

1941至1945年因太平洋战争，学校暂停运作，并由日军占用。战争结束后由于设备不足及经济萧条，只有幼稚园及初小得以复课。

到了1947年和1951年复办高小和初中。

1958年，协和小学接受政府津贴，改称为"协和国民型华文小学"。自此，协和中学、小学和幼稚园的行政管理分开。

1962年，中学部也接受政府津贴，改制为国民型华文中学。

1963年，协和华中迁入位于约路的新校舍，并增办高中一班。

1965年，首届高中32名学生毕业。

1968年，协和校友会成立。

1973年，协和华中家长教师协会成立。

1976年，一名匿名善士捐献中学部右邻，一块面积一万多方尺位的地段以作为扩建中学新校舍之用。

1977年，协和华中A座新校舍扩建完成，并有了新礼堂。

1980年，协和华中升格为A型学校。

1986年，由于学生人数逐年增加，导致原有课室不敷使用，董事部于是决定筹款兴建另一座中学新校舍。

1990年，一座四层楼高的中学F座新校舍宣告落成。这座新校舍不仅拥有食堂、课室及家政室之外，还设有一个室内羽球场。

1997年，学校开始筹建科学工艺楼，并在2000年启用。

2018年开始，协和华中女学生不再受短发制度约束。